# 12 novembre dans les chemins de fer
12 octobre 12 décembre
Chronologies thématiques
- Croisades
- Sports
- Disney

Cette page concerne les événements qui se sont déroulés un 12 novembre dans les chemins de fer.

## Événements

### XXesiècle
- 1904.  France :   adjudication du tronçon septentrional de la ligne 5 du métro de Paris, de la gare de l'Est à la gare du Nord.
- 1990.  France :   le prototype BOA 001 circule à vide sur ligne 5 du métro de Paris  [1].